# Luz (Mourão)
Luz (dt.: Licht) ist eine Gemeinde (Freguesia) im portugiesischen Kreis (Concelho) von Mourão. In ihr leben 295 Einwohner (Stand 19. April 2021).

## Geschichte und Sehenswürdigkeiten
Am hier verlaufenden Guadiana siedelten bereits seit der Urgeschichte Menschen, wie Megalithanlagen, Keramikfunde und Wandmalereien belegen. Das bedeutendste Bauwerk der Römer war hier die Befestigung Castelo da Lousa, die heute jedoch im Alqueva-Stausee versunken liegt.
2002 wurde das Dorf im Zusammenhang mit dem Bau des Staudamms umgesiedelt.

## Der Umzug des Dorfes

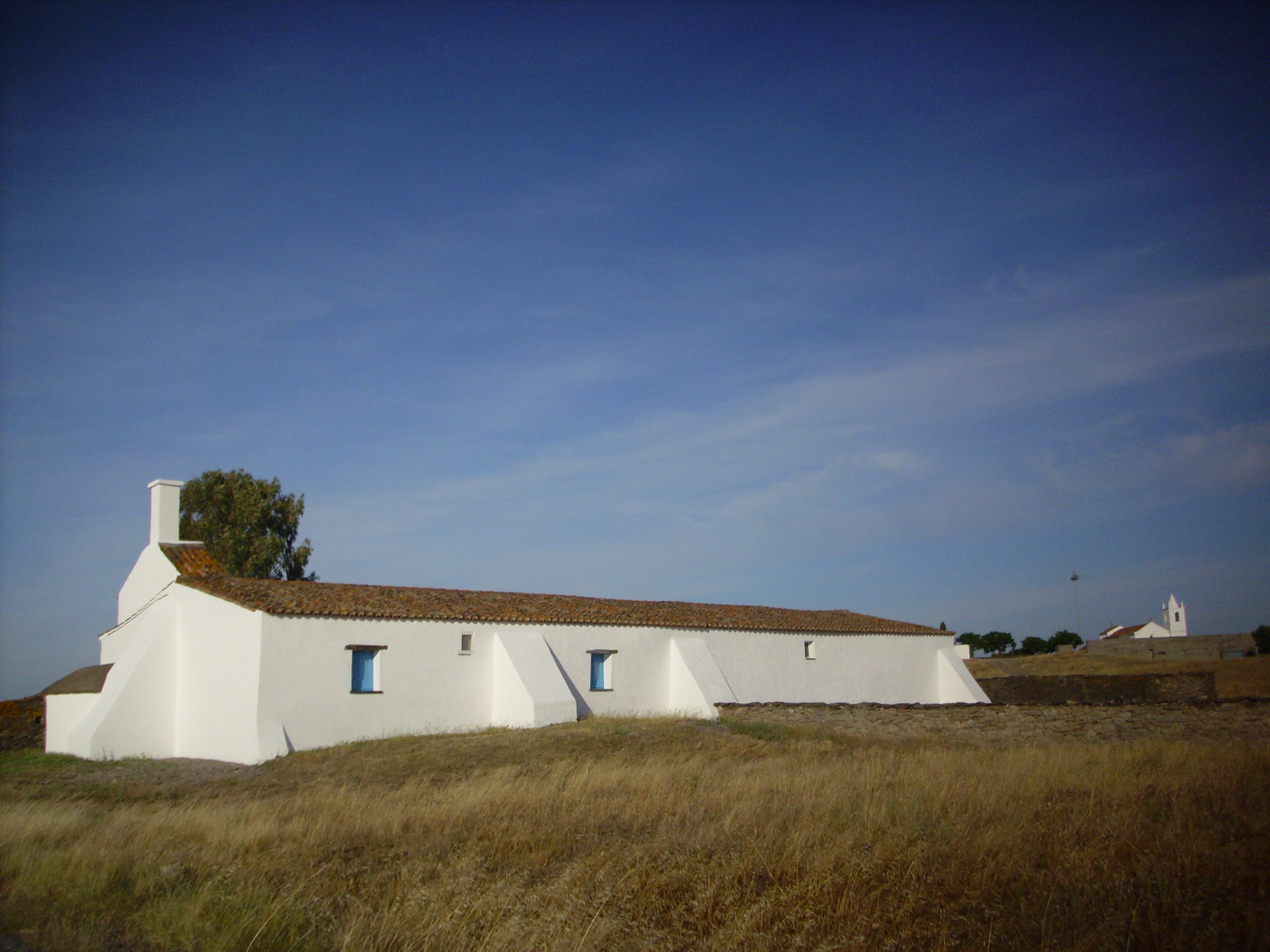
Typisches Haus des Alentejo in der Gemeinde Luz

Der Bau des Alqueva-Staudamms bewirkte eine gewollte großflächige Aufstauung. Die Planungen erzwangen dabei auch eine Umsiedlung des Dorfes Luz. In der Bauzeit von 1995 bis 2002 wurde das Dorf komplett abgebaut und weiter oberhalb neu aufgebaut. Dabei kam es zu Konflikten zwischen dem projektleitenden Unternehmen EDIA (Empresa de Desenvolvimento e Infra-Estruturas de Alqueva, dt.: Entwicklungs- und Infrastrukturunternehmen von Alqueva) und der Dorfbevölkerung, die dem Projekt ablehnend gegenüberstand. Der Konflikt erregte die Aufmerksamkeit der Medien, und eine Zeit lang wurde Luz dabei Ziel von Ausflugsbussen und zahlreichen Touristen.
Der damalige Ministerpräsident Barroso prophezeite bei der Eröffnung dem neuen Dorf eine blühende Zukunft, die sich jedoch nicht bewahrheitete. Der Gemeindebürgermeister Oliveira, der sich von Beginn an dem Projekt entgegenstellte, war auch 2012 noch im Amt und zog eine negative Bilanz. So hat das neue Dorf seit der Umsiedlung deutlich an Bewohnern verloren: Im Jahr 2002 sind 423 Bewohner mit dem Dorf umgezogen, das im Jahr 2011 noch 291 Bewohner zählte. Die verbliebenen Bewohner beklagen Perspektivlosigkeit und einen geschwundenen sozialen Zusammenhalt im Ort. Auch sind von den zahlreichen versprochenen Maßnahmen die meisten zwar realisiert worden, jedoch ohne dem Ort die erwarteten Entwicklungsimpulse gegeben zu haben. Zudem sind einige Versprechungen nicht realisiert worden (Stand 2012), darunter örtliche Einrichtungen für die Winzer der Gemeinde, und zum Teil weiter ausstehende Parzellierungen landwirtschaftlicher Nutzflächen.
Ein Museum beschäftigt sich vor Ort mit der Geschichte des Dorfes und seines Umzuges.